# HMS Escapade (H17)
Pour les articles homonymes, voir H17.
Le HMS Escapade (pennant number H17) est un destroyer de classe E lancé pour la Royal Navy en 1934.

## Construction

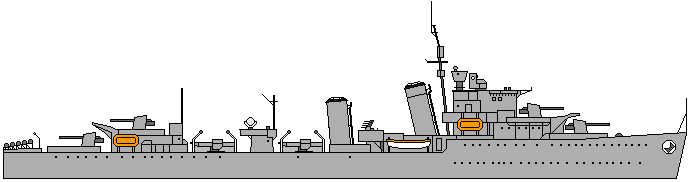
Profil d'un destroyer de la classe E.

L'Escapade est commandé, dans le cadre du programme naval de 1931, le 1er novembre 1932 pour le chantier naval de Scotts Shipbuilding and Engineering Company de Greenock en Ecosse. La pose de la quille est effectuée le 30 mai 1933, l'Escapade est lancé le 30 janvier 1934 et mis en service le 30 août 1934.
L'Escapade est un des 9 navires de la classe E, version allongée de la classe A de 1927 et sur la classe D précédente, permettant d'améliorer leur endurance. Ses quatre canons, en affût simple, sont de 120 mm (4,7 pouces). Ils sont superposés deux à la proue et les deux autres à la poupe. Deux plateformes de tubes lance-torpilles quadruples de 533 mm sont présentes dans l'axe du navire, installées après les deux cheminées et séparées par une plateforme projecteur. Il n'est pas équipé à l'origine comme dragueur de mines.
Les destroyers des classes E et F déplacent 1 428 t en charge normale et 1 970 t en pleine charge. Ils ont une longueur totale de 100,3 mètres, une largeur de 10,1 mètres et un tirant d'eau de 3,8 mètres. Ils sont propulsés par deux turbines à vapeur à engrenages Parsons, chacune entraînant un arbre d'hélice, utilisant la vapeur fournie par trois chaudières à trois tambours Almirauty qui fonctionnent à une pression de 20,7 bar (300 psi) et à une température de 327 °C. Les turbines développent une puissance totale de 36 000 chevaux-vapeur (27 000 kW) et atteignent une vitesse maximale de 35,5 nœuds (65,7 km/h). Les destroyers transportent un maximum de 470-480 tonnes de mazout, ce qui leur donne une autonomie de 6 350 milles nautiques (11 760 km) à 15 nœuds (28 km/h).L'effectif du navire est de 145 officiers et matelots.

## Histoire
L'Escapade, le seul navire de ce nom à servir dans la Royal Navy, est mis en service le 30 août 1934, et avec ses navires-jumeaux (sister ship) sont affectés à la 5e flottille de destroyers (5DF) et accompagnent la Home Fleet (flotte intérieure) lors de sa croisière aux Antilles entre janvier et mars 1935. Le 18 juin, il entre en collision avec sa sister ship Encounter au large de Portland, mais n'est que légèrement endommagé. Le navire est rattaché à la Mediterranean Fleet (Flotte de la Méditerranée), avec la plupart du reste de sa flottille, à partir de septembre 1935. Son déploiement était le résultat de la crise d'Abyssinie entre le royaume d'Italie (Regno d'Italia) et l'Empire d'Éthiopie (alors connu sous le nom «d'Abyssinie» en Europe), après quoi il retourne au Royaume-Uni avec le reste de ses navires-jumeaux en mars 1936.
La flottille patrouille dans les eaux espagnoles pendant la guerre civile espagnole, en appliquant les décrets du Comité international pour la non-intervention, l'Escapadeayant été détaché pour ce devoir à cinq reprises entre janvier 1937 et mars 1939. Le 18 janvier, une de ses sister ship, l'Eclipse, le percute lorsque ses moteurs sont tombés en panne et que l'Eclipse n'a pas pu manœuvrer à temps ; les réparations prennent 17 jours. Le navire est mis en réserve le 16 juin 1930 à Devonport, mais est remis en service le 2 août pour participer à la Reserve Fleet Review (Revue de la flotte de réserve) trois jours plus tard.

### Seconde Guerre mondiale
En septembre 1939, l'Escapade est affecté à la 12e flottille de destroyers, avec laquelle il sert en tant qu'escorte et de patrouille. L'Escapade attaque sans succès des U-Boote (sous-marins allemands) isolés dans la Manche les 5 et 15 novembre, et sauve les survivants du cargo anglais SS Navasota torpillé le 5 décembre. Escortant le convoi HN 14 vers la Norvège le 25 février 1940, il repère le sous-marin U-63 qui remonte à la surface, mais le sous-marin plonge à l'approche de l'Escapade, après quoi il lance une attaque de grenades sous-marines. Les grenades sous-marines larguées par l'Escapade et par les trois autres destroyers de l'escorte endommagent le U-Boot et forcent ce dernier à refaire surface, où le sous-marin est coulé par les tirs d'artillerie des trois autres destroyers, l'Escapade n'étant pas en position. Bien qu'ayant effectué la première attaque, son équipage n'est pas crédité du naufrage.
L'Escapade sert dans la campagne de Norvège à partir du 7 avril, lorsqu'il quitte Scapa Flow avec la flotte en réponse à l'observation de la force d'invasion allemande dans la baie d'Heligoland pour ce que l'on pensait à tort être une percée dans l'Atlantique. Le 10 avril, la Home Fleet subit des attaques aériennes répétées, mais l'Escapade est épargnée. Le destroyer retourne à Scapa Flow après la sortie et passe au crible le croiseur léger Southampton alors que ce dernier quitte Scapa Flow avec son navire-jumeau Electra le 12 avril. 

Il est détaché pour protéger les navires de troupes débarquant à Harstad les 15 et 16 avril, et y reste pour le reste du mois et une grande partie du mois de mai, escortant les transports vides en mer du Nord, poursuivant les repérages de sous-marins et transportant les ordres et le personnel entre les sites de débarquement. Après avoir contrôlé les derniers convois d'évacuation de Norvège début juin, le destroyer est envoyé pour escorter le porte-avions Ark Royal afin de rejoindre la Force H à Gibraltar à partir du 17 juin. Afin de se prémunir contre une invasion allemande des îles britanniques, l'Escapade revient dans cette zone avec la 3e flottille de destroyers en août, mais est détaché au bout de trois semaines pour escorter le cuirassé Barham dans le cadre de l'opération Menace, la tentative ratée de prise du port ouest-africain de Dakar du Régime de Vichy.
De retour dans les îles britanniques après la fin de l'opération Menace à la fin septembre, l'Escapade sert d'escorte pendant les huit mois suivants, participant à l'opération Rubble de janvier 1941, l'évasion des navires marchands norvégiens de la Suède vers l'Angleterre. Le mois suivant, le destroyer escorte le cuirassé Nelson dans la recherche infructueuse des croiseurs de bataille allemands Scharnhorst et Gneisenau, qui étaient sortis lors de l'opération Berlin pour faire un raid sur les navires marchands dans l'Atlantique Nord. L'Escapade est en carénage sur la rivière Tyne entre le 27 mai et le 10 juillet après avoir escorté le convoi HX 125. Le destroyer a ensuite rejoint la 4e flottille de destroyers de la Home Fleet, faisant partie de l'escorte du cuirassé Prince of Wales en août, qui transporte le premier ministre Winston Churchill à la conférence de la Charte de l'Atlantique à Terre-Neuve.
De retour de cette mission, il escorte les porte-avions HMS Victorious et HMS Furious alors qu'ils attaquent les ports de Petsamo en Finlande et de Kirkenes en Norvège, occupés par les forces de l'Axe, dans le cadre de l'opération EF. À son retour, l'Escapade est chargé de protéger les convois arctiques à Arkhangelsk en Union soviétique, et arrive à Arkhangelsk avec l'opération Dervish, le premier convoi, le 31 août. Il poursuit cette tâche, couvrant les convois PQ 1, PQ 6 et QP 4, jusqu'au début d'un carénage à Immingham le 9 février, qui dure jusqu'au 20 mars 1942. Après avoir escorté le pétrolier norvégien Lind jusqu'à Methil après que ce dernier se soit échappé de Suède en avril, l'Escapade escorte les capital ships (bâtiments les plus importants) couvrant les convois PQ 14 et PQ 15 plus tard dans le mois. Le navire couvre ensuite la tentative de mai de transférer le croiseur léger HMS Trinidad (46) endommagé de Mourmansk en Islande, qui se termine par le sabordage de ce dernier à cause des dégâts causés par les bombes. Il escorte ensuite le convoi QP 12 de retour de la baie de Kola sans incident.

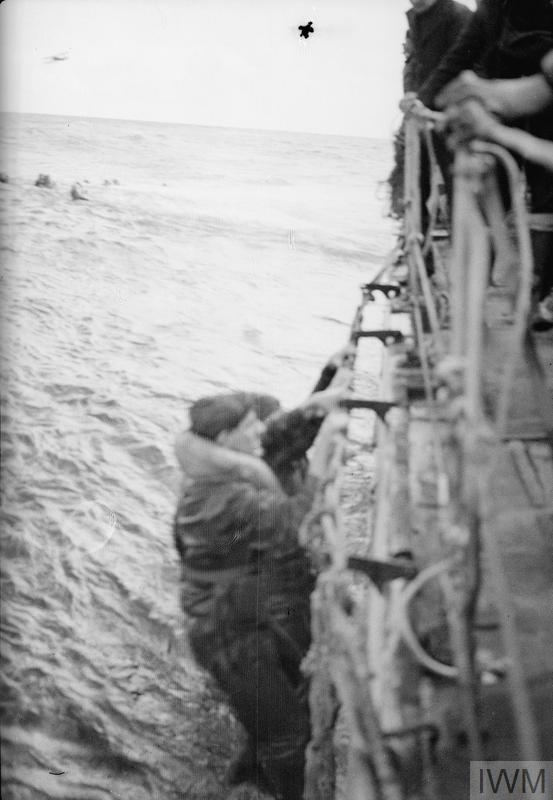
Survivants d'un U-boot coulé grimpant à bord de l'Escapade en mai 1943

Rejoignant la 5e flottille de destroyers le 5 juin 1942, le destroyer escorte le convoi WS 19Z à Malte dans le cadre de l'opération Harpoon, puis fait de même pour le porte-avions HMS Argus pour le voyage de retour. Après avoir contribué à la couverture du convoi PQ 17 vers l'Union soviétique, l'Escapade est remis en état à Liverpool du 20 juillet au 24 septembre. Une fois le carénage terminé, il escorte le porte-avions HMS Furious jusqu'à Gibraltar, où il arrivée le 25 octobre. Après avoir à nouveau escorté les convois militaires KMF 1 et KMF 2 pour l'opération Torch, il retourne à Greenock le 19 novembre avec le convoi MKF 1X. L'escapade est réparé sur la Tamise entre le 27 novembre et le 23 décembre, rejoignant le groupe d'escorte B3 du Western Approaches Command (commandement des approches occidentales) pour une mission d'escorte de convoi dans l'Atlantique Nord, à laquelle il passe les six mois suivants. Cette période comprend des missions d'escorte avec les convois HX 228, ONS 175, HX 232 et HX 239 lors de la défaite de la campagne des U-boote en mai 1943.

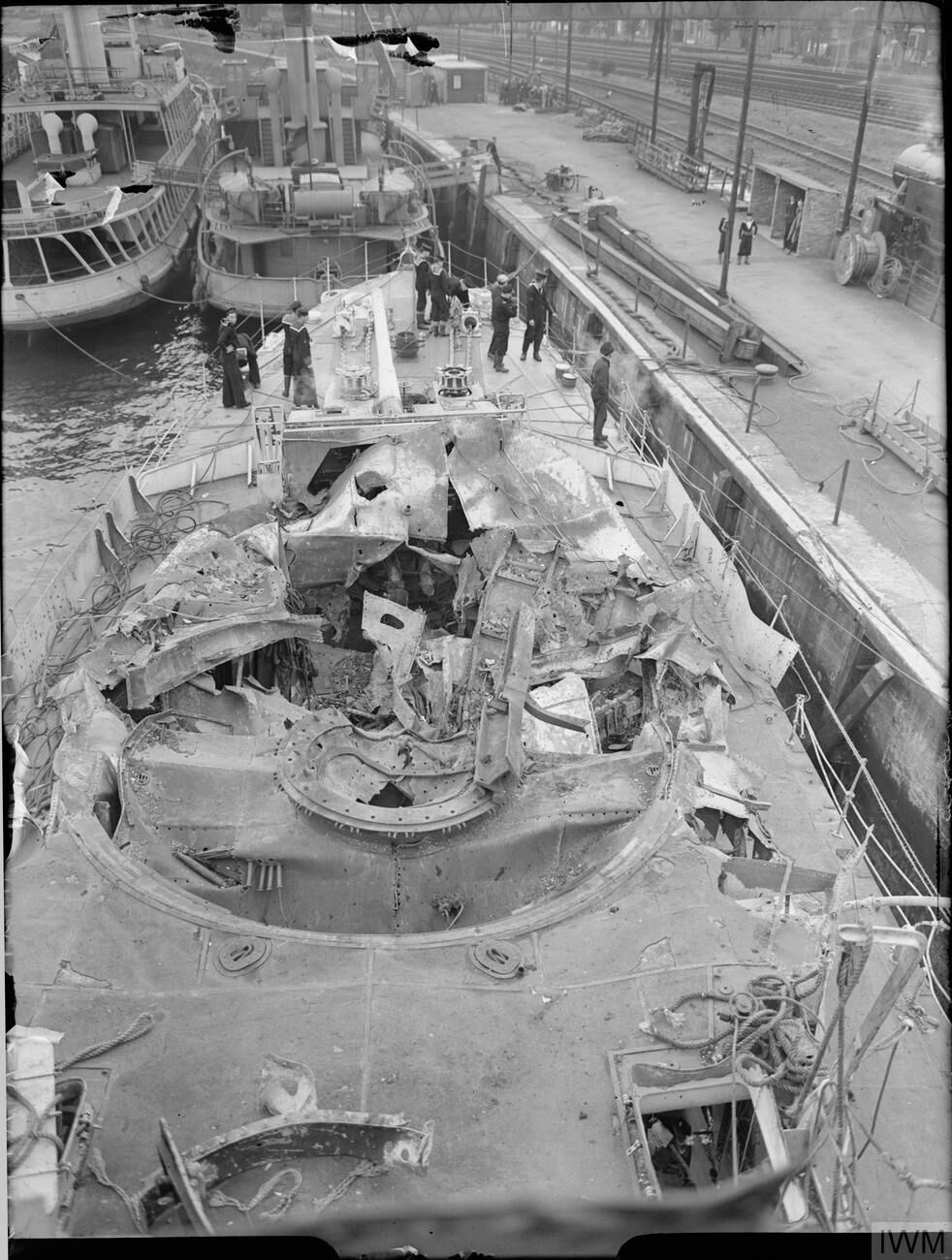
Dommages causés à Escapade par l'explosion d'un projectile Hedgehog, 1943

Recevant le mortier anti-sous-marin Hedgehog lors d'un carénage à Cardiff entre le 3 juin et le 5 septembre, l'Escapade commence à escorter le convoi ONS 18 après une brève mise au point. Le 20 septembre, alors qu'il est en mission au large de l'Irlande du Nord, il tiré avec son Hedgehog sur un contact sous-marin, mais un de ses projectiles explose prématurément, tuant quinze matelots et en blessant dix autres, dont un mortellement, en plus de détruire le canon "B", le Hedgehog, et d'endommager gravement le pont et la timonerie. Il faudra plus d'un an pour réparer l'Escapade, qui reprend du service le 30 décembre 1944.
L'Escapade teste le mortier anti-sous-marin Squid, alors qu'il sert dans le 8e groupe d'escorte dans les derniers mois de la guerre, puis escorte du personnel norvégien vers son pays d'origine en mai 1945.

### Après-guerre
L'Escapade sert brièvement dans la Anti-Submarine Training Flotilla (flottille d'entraînement anti-sous-marine), et est approuvé pour la démolition le 18 février 1946.
Le 15 novembre, on lui ordonne de se débarrasser de son équipement et le 3 décembre, il est mis à la disposition du HMS Tartar.
Remis à la British Iron & Steel Corporation (BISCo) pour être démoli le 17 mai, il est démantelé à Grangemouth, en Ecosse, par le démolisseur G.W. Brunton à partir du 3 août.

### Honneurs de bataille
- ATLANTIC 1939-45
- NORWAY 1940
- ARCTIC 1941-42
- MALTA CONVOYS 1942
- NORTH AFRICA 1942

### Participation auxconvois
L'Escapade a navigué avec les convois suivants au cours de sa carrière:
1. Convoi Harpoon
2. Convoi AT 201
3. Convoi BC 7R
4. Convoi HN 5
5. Convoi HN 6
6. Convoi HN 14
7. Convoi HN 16
8. Convoi HN 20
9. Convoi HN 22
10. Convoi HX 122
11. Convoi HX 125A
12. Convoi HX 228
13. Convoi HX 232
14. Convoi HX 239
15. Convoi MKFC 1X
16. Convoi MT 2
17. Convoi MT 3
18. Convoi OA 34
19. Convoi OB 41
20. Convoi OB 46
21. Convoi ON 167
22. Convoi ON 174
23. Convoi ON 181
24. Convoi ON 202
25. Convoi ON 11(Nor)1
26. Convoi ON 14(Nor)1
27. Convoi ON 16(Nor)1
28. Convoi ON 20(Nor)1
29. Convoi ON 22(Nor)1
30. Convoi ON 24(Nor)1
31. Convoi ONS 18
32. Convoi PQ 1
33. Convoi PQ 6
34. Convoi PQ 13
35. Convoi PQ 14
36. Convoi PQ 15
37. Convoi PQ 17
38. Convoi QP 4
39. Convoi QP 9
40. Convoi QP 10
41. Convoi QP 11
42. Convoi QP 12
43. Convoi WS 19Z

### Commandement
- Commander (Cdr.) Harry Robert Graham (RN) du 31 juillet 1939 au 10 décembre 1940
- Commander (Cdr.) Richard Edmund Hyde-Smith (RN) du 10 décembre 1940 à février 1941
- Lieutenant Commander (Lt.Cdr.) Edmund Neville Vincent Currey (RN) de février 1941 au 1er décembre 1942
- Lieutenant Commander (Lt.Cdr.) Edward Copson Peake (RN) du 1er décembre 1942 à mi-1944
- Lieutenant Commander (Lt.Cdr.) Home Ronald Archibald Kidston (RN) du 30 octobre 1944 au 11 décembre 1945